# Real Friends
«Real Friends» (с англ. — «Настоящие друзья») ― песня кубино-американской певицы Камилы Кабельо с её дебютного студийного альбома Camila (2018). Она была выпущена в качестве промо-сингла с песней «Never Be the Same» 7 декабря 2017 года. В своих текстах Кабельо размышляет о своей жизни и честной дружбе. Минималистичная постановка песни содержит элементы регги, латинской и тропической музыки. Текст песни был вдохновлен неудовлетворенностью и одиночеством Кабельо из-за сосредоточенной на работе жизни в Лос-Анджелесе. Музыкальные критики высоко оценили его акустическое звучание и вокал Кабельо. Сингл дебютировал в топ-100 нескольких стран, включая Канаду, Нидерланды, Португалию, Испанию, Бельгию и Ирландию. Хотя он не попал в американский чарт Billboard Hot 100, он дебютировал на шестой строчке в чарте Bubbling Under Hot 100.

## Критика
Песня привлекла внимание средств массовой информации из-за своих текстов, которые, как предполагалось, были посвящены отношениям Кабельо с участницами группы Fifth Harmony. Она опровергла эти предположения в интервью Access, заявив, что песня не относилась ни к кому конкретно, а была посвящена её одиночеству в Лос-Анджелесе во время записи альбома.
Алекс Петридис из The Guardian посчитал, что текст песни исследует ночи, проведенные в одиночестве во время тура. Элиас Лейт из Rolling Stone назвал «Real Friends» самой щадящей песней Кабельо по сравнению с её прошлой работой. Издание Variety описало её как нежную, скудно аранжированную балладу, которая напоминает «Love Yourself» (2015) канадского певца Джастина Бибера. Джеймисон Кокс из Pitchfork похвалил мягкость трека. Сэм Лански из Time назвал песню и сердечным треком и красивой балладой.

## Трек-лист
- Digital download[a]

1. "Real Friends" – 3:36

## Чарты

### Еженедельные чарты
| Чарт(2017–18)                              | Высшая позиция |
| ------------------------------------------ | -------------- |
| Australia (ARIA)                           | 86             |
| Бельгия/Фландрия (Ultratip Bubbling Under) | 20             |
| Бельгия/Валлония (Ultratip Bubbling Under) | 34             |
| Канада (Billboard Canadian Hot 100)        | 60             |
| СНГ (TopHit)                               | 814            |
| Чехия (Singles Digitál Top 100)            | 59             |
| Denmark (Tracklisten)                      | 32             |
| France (SNEP)                              | 137            |
| Венгрия (Single Top 40)                    | 37             |
| Венгрия (Stream Top 40)                    | 27             |
| Ireland (IRMA)                             | 39             |
| Malaysia (RIM)                             | 15             |
| Нидерланды (Single Top 100)                | 64             |
| New Zealand Heatseekers (RMNZ)             | 3              |
| Португалия (AFP)                           | 32             |
| Шотландия (OCC Scotland)                   | 88             |
| Словакия (Singles Digitál Top 100)         | 58             |
| Spain (PROMUSICAE)                         | 83             |
| Sweden Heatseeker (Sverigetopplistan)      | 1              |
| США (Billboard Bubbling Under Hot 100)     | 6              |

### Ежегодные чарты
| Чарт(2019)     | Позиция |
| -------------- | ------- |
| Portugal (AFP) | 302     |

## Сертификации
| Регион                                                                      | Сертификация | Продажи   |
| --------------------------------------------------------------------------- | ------------ | --------- |
| Австралия (ARIA)                                                            | Золотой      | 35 000    |
| Бразилия (ABPD)                                                             | Платиновый   | 40 000    |
| Канада (Music Canada)                                                       | Платиновый   | 80 000    |
| Дания (IFPI Danmark)                                                        | Золотой      | 45 000    |
| Мексика (AMPROFON)                                                          | Платиновый   | 60 000    |
| Норвегия (IFPI Norway)                                                      | Платиновый   | 60 000    |
| Польша (ZPAV)                                                               | Золотой      | 10 000    |
| США (RIAA)                                                                  | Платиновый   | 1 000 000 |
| Данные о продажах + прослушиваниях приведены только на основе сертификации. |              |           |